# Brancin
Brancin (ali luben; znanstveno ime Dicentrarchus labrax) je morska riba iz družine Moronidae (brancini). Živi tudi v Jadranu.

## Značilnosti
Brancin je močna riba, s telesom vretenčaste oblike, pokritim z drobnimi luskami. Znanstveno ime Dicentrachus je dobil po značilni dvojni hrbtni plavuti. Po hrbtu je svinčeno sive, po trebuhu pa srebrno bele barve. Na koncu škržnega poklopca ima temno pego in dve bodici. 
Brancin zraste do enega metra v dolžino in lahko doseže celo preko 10 kg. Je izrazita riba roparica, ki se prehranjuje predvsem z manjšimi ribami, pa tudi raki in drobnimi nevretenčarji. Njegovo naravo izkazuje spodnja naprej štrleča čeljust, velike oči pa so dokaz, da ta riba na svoj plen preži v večernem in nočnem času.

## Razširjenost
Brancin živi v skoraj vseh Evropskih morjih, pa tudi v vzhodnem Atlantiku (od Norveške do Senegala). Zelo pogost je v vseh morjih Sredozemlja ter v Črnem morju. Je zelo prilagodljiva riba, ki je ne moti razlika v slanosti morja, zaradi česar se pogosto zadržuje v somornici, najdemo pa ga lahko celo v izlivih rek. Prav zaradi velike prilagodljivosti brancina na veliko gojijo v ribogojnicah, kjer v dveh letih pridobi gospodarsko težo med 25 in 30 dekagrami.
V naravi se brancin zadržuje predvsem na obalah s peščenim in obraslim dnom, čeprav ga najdemo tudi do globine 100 metrov. V Jadranu največ brancinov ulove v istrskem področju. Lovijo ga vse leto, največ pa jeseni. Za gospodarski ribolov ga lovijo z mrežami, zelo priljubljen pa je tudi za športni ribolov s trnkom, panolo, parangalom, harpuno, še zlasti pa je razburljiv lov na brancina s podvodno puško.
Meso brancina spada v najvišji kakovostni razred, saj je mehko in odličnega okusa. Pripravljajo ga največ kuhanega, lahko pa se ga tudi ocvre, ali speče na žaru.